# Volovskij rajon (Oblast' di Lipeck)
Il Volovskij rajon (in russo Воловский район?) è un rajon dell'Oblast' di Lipeck, nella Russia europea; il capoluogo è Volovo. Istituito nella forma attuale il 30 luglio 1928, ricopre una superficie di 796 chilometri quadrati.